# Igor Paklin
Igor Vasiljevitj Paklin (ryska: Игорь Васильевич Паклин), född 15 juni 1963 i Frunze, Kirgiziska SSR, Sovjetunionen är en friidrottare som representerade Sovjetunionen och senare Kirgizistan. Han vann EM i höjdhopp 1986 och inomhus-VM 1987, och tog silver i VM 1987. Hans personrekord på 2,41 meter var världsrekord från 4 september 1985 till 30 juni 1987, då Patrik Sjöberg hoppade en centimeter högre.